# Ernst Rode
Ernst August Rode (* 9. August 1894 in Wüstewaltersdorf im Kreis Waldenburg; † 12. September 1955 in Göttingen) war ein deutscher Generalmajor der Schutzpolizei sowie SS-Brigadeführer und Generalmajor der Waffen-SS.

## Leben

### Jugend und Erster Weltkrieg
In der Schule erlangte er die mittlere Reife. Danach ging er nach Magdeburg und nahm dort eine Lehre zum Textilkaufmann auf. Kurz nach Ausbruch des Ersten Weltkriegs ging er als Freiwilliger zum Heer als Kanonier zum Reserve-Feldartillerie-Regiment 49, dem er vom 10. August 1914 bis 12. Dezember 1918 angehörte. Nach der Beförderung zum Gefreiten am 1. März 1915 wurde er am Kriegsende am 21. Dezember 1918 als Reserveoffiziersanwärter mit dem Dienstgrad Vizewachtmeister der Reserve aus dem aktiven Dienst entlassen.

### Freikorps und Schutzpolizei
Ab dem 21. Januar 1919 gehörte er dem Freikorps Leib-Kürassier-Regiment „Großer Kurfürst“ bis zum 25. Juli 1919 an. Danach setzte er seine Ausbildung zum Textilkaufmann fort, doch schon Anfang Juni 1920 ging er zur Schutzpolizei, die ihn als Polizeiwachtmeister einstellte. Hier schlug er die Offizierslaufbahn ein und wurde am 1. Dezember 1924 zum Polizeileutnant befördert. Bis März 1926 wurde er zum Zugführer eines Polizeibataillons in Liegnitz ernannt. Danach erhielt er in Schönberg ein gleiches Kommando bis April 1927. Es folgte ein Kommando in Breslau, wo er als Zugführer und Stellvertreter des Kommandanten am 4. April 1928 zum Polizeioberleutnant befördert wurde. Im Mai 1928 übernahm er als Zugführer und Adjutant bei einem Polizeibataillon in Waldenburg ein neues Kommando.
Am 22. Mai 1929 wurde er Ausbildungsoffizier an der Polizeischule in Frankenstein, wo er bis April 1930 blieb. Anschließend wurde er nach Dortmund versetzt, wo er als Lehrer für mehrere Polizeieinheiten eingesetzt wurde. Zum 1. Mai 1933 trat er der NSDAP bei (Mitgliedsnummer 1.937.929). Am 9. November 1934 wurde er zum Hauptmann befördert. Ab Ende Januar 1936 lehrte er an der Polizeischule in Berlin-Köpenick Polizeitaktik als Chef einer Lehrgruppe. Im Mai 1939 übernahm er als Kommandeur das Kommando einer Abteilung an der dortigen Polizeischule.

### Polen 1939
Bei Ausbruch des Zweiten Weltkriegs ernannte man ihn im September 1939 zum Leiter der Polizeisektion beim Armeeoberkommando 4. Seine Aufgabe in dieser Position in Chojnice sollte darin bestehen, die politische Aufsicht über die polnische Bevölkerung mit Hilfe der polnischen Polizei zu organisieren. Es kam jedoch zu Auseinandersetzungen mit dem Chef der Zivilverwaltung (CdZ) beim Kommando der deutschen Streitkräfte, SS-Obersturmbannführer Walter Hammer, so dass er diese Aufgabe nicht beenden konnte. Danach wurde er im Dezember 1939 zum Kommandeur eines Bataillons der Sicherheitspolizei (Sipo) in Bromberg ernannt. Weiterhin wurde er noch in Białystok eingesetzt, worüber er sich aber nicht näher äußerte.

### Einsätze in besetzten Gebieten
Ab dem 21. April 1940 wurde er Erster Generalstabsoffizier (Ia) beim Befehlshaber der Ordnungspolizei (BdO) in Norwegen. In Brünn ernannte man ihn Ende August 1940 zum stellvertretenden Kommandeur des Polizeiregiments „Mähren“. Ab dem 6. Februar 1941 bis zum 22. Mai 1941 kommandierte er das Polizeibataillon 315, wobei er das Bataillon von April bis Mai 1941 im gerade besetzten Jugoslawien führte.

### Partisanenbekämpfung
Ab dem 16. Mai 1941 erfolgte sein Einsatz als Vierter Generalstabsoffizier (Id; zuständig für Ausbildung und Organisation) sowie Stellvertreter des Ersten Generalstabsoffiziers (Ia) beim Kommandostab Reichsführer SS im Hauptamt zur Partisanenbekämpfung. Die Dienststelle nannte sich offiziell Offiziersstab des Reichsführers SS. Am 1. Juli 1941 wurde er Mitglied der SS (SS-Nummer 401.399) mit dem Dienstgrad SS-Sturmbannführer. Zum Ia des Kommandostabs Reichsführer SS wurde er am 9. August 1941 ernannt. Am 30. Januar 1942 wurde er zum Oberstleutnant der Schutzpolizei und SS-Obersturmbannführer befördert. Chef des Stabes beim Kommandostab Reichsführer SS wurde er am 9. November 1942. Mit dieser Ernennung wurde er am gleichen Tag zum SS-Standartenführer befördert. Rückwirkend hatte er seine Beförderung zum Oberst der Schutzpolizei zum 1. Oktober 1942 erhalten.
Im August 1943 wurde ihm zeitweise das Kommando über die Lettische SS-Freiwilligen Brigade übertragen. Im September 1943 erfolgte seine Ernennung zum Verbindungsoffizier zu den Kommandostellen der Wehrmacht im Stab des Chefs der Bandenkampfverbände (BKV), die den Kampf gegen die Partisanen führten. Damit wurde Rode direkt dem Kommando von Erich von dem Bach-Zelewski unterstellt. Anfang November 1943 beförderte man ihn zum SS-Oberführer. Zum SS-Brigadeführer und Generalmajor der Waffen-SS erfolgte die Beförderung mit Wirkung zum 21. Juni 1944. Ebenfalls wurde die Beförderung zum Generalmajor der Schutzpolizei auf dieses Datum festgelegt. Zum Chef des Stabes von Bach-Zelewski wurde er als Nachfolger von SS-Standartenführer Heinz Lammerding im Sommer 1944 ernannt, wobei er sein Kommando als Chef des Kommandostabes Reichsführer SS beibehielt.

### Warschauer Aufstand
Zum Warschauer Aufstand hat der polnische Staatsanwalt Jerzy Sawicki als Mitglied der polnischen Delegation beim Internationalen Militärgerichtshof (IMG) in Nürnberg Rode befragt. Rode gab an, schon im Juli 1944 aus Informationsberichten des SS-Gruppenführers Wilhelm Koppe von den Vorbereitungen eines Aufstands in Warschau unterrichtet gewesen zu sein. Auch der Anführer Tadeusz Komorowski sei darin genannt worden. Zwei Wochen vor Beginn des Aufstands wurde in den Berichten auch der Beginn des Aufstands angekündigt.
Am 6. oder 7. August 1944 habe ihn Heinrich Himmler aus Großgarten wegen des Aufstands angerufen und ihn nach Polizeikräften befragt, die in Warschau noch eingesetzt werden könnten. Rode berichtete dazu, dass Anfang August in Posen eine Konferenz mit Himmler stattgefunden hätte, die sich mit dem Aufstand in Warschau befasste. Dabei habe Himmler dem Gauleiter des Reichsgaus Wartheland Arthur Greiser den Befehl erteilt, die Polizeikräfte aus Posen unter dem Kommando von Heinz Reinefarth nach Warschau in Marsch zu setzen.
Rode gab auch an, er habe eine handschriftliche Abschrift, mit Bleistift geschrieben, in der Hand gehabt, die den Befehl Hitlers enthielt, Warschau sei vollkommen zu zerstören und dem Erdboden gleichzumachen. Dieser Befehl sei über Himmler an die Brigade Dirlewanger übermittelt worden. Rode gab an, mit Bach-Zelewski beim Chef des Generalstabs des Heeres, Heinz Guderian, vergebens versucht zu haben, dass der Befehl nicht ausgeführt würde. Bach-Zelewski habe sich aus diesem Grund auch Guderian im Kommando unterstellt, damit Guderian die Verantwortung für die Ausführung des Befehls tragen sollte. Die Generäle Nikolaus von Vormann und Smilo von Lüttwitz hätten als Oberbefehlshaber der 9. Armee nach Guderian das Kommando über Bach-Zelewski geführt. Auch ihnen warf Rode eine Mitschuld an der Zerstörung von Warschau vor. Schließlich bestätigte Rode die Aussage, dass beim Warschauer Aufstand uniformierte Partisanen nach der Kampfaufgabe von deutschen Einheiten erschossen worden sind.

### Kriegsende
Als Führungsoffizier diente ihm im Stab SS-Obersturmbannführer Werner Bühnemann. Das Quartier des Stabes befand sich bis zum Herbst 1944 in Kruglanken und wurde dann nach Elsbethen bei Salzburg ausgelagert. Es folgte ein Umzug nach Schloss Mittersill für einige Tage. Ein Bauernhof bei Hollersbach im Pinzgau war die nächste Station des Stabes. Rode wurde bei Zell am See im Mai 1945 gefangen genommen. Offiziere der US-Armee verhörten Rode mehrmals und legten Dokumente (3716-PS, 3717-PS) zum 1. Januar 1946 an, die beim Nürnberger Prozess gegen die Hauptkriegsverbrecher als Beweismittel der Anklage dienten.